# Fordia ngii
Fordia ngii är en ärtväxtart som beskrevs av Timothy Charles Whitmore. Fordia ngii ingår i släktet Fordia och familjen ärtväxter. Inga underarter finns listade i Catalogue of Life.